# Agrodiaetus dolus
Agrodiaetus dolus är en fjärilsart som beskrevs av Jacob Hübner 1818/27. Agrodiaetus dolus ingår i släktet Agrodiaetus och familjen juvelvingar. Inga underarter finns listade i Catalogue of Life.